# Cédric Ingrand
Pour les articles homonymes, voir Ingrand.
Cédric Ingrand,  né le 18 octobre 1969, est un journaliste français spécialisé dans le domaine des hautes technologies, d'Internet et du multimedia.
Il travaille sur la chaîne d'information en continu LCI. Chaque semaine, il présente l'émission Plein Écran. Par ailleurs, il participe en tant que chroniqueur hi-tech à l'émission hebdomadaire Les coulisses de l'économie sur TF1, présentée par Jean-Marc Sylvestre. Il participe également régulièrement aux podcasts français Le rendez-vous Tech et On Refait le Mac. Il a co-créé le podcast "Les doigts dans la prise" en collaboration avec Thomas Degois.

## Carrière
Il a travaillé dans une société de conseil en informatique, avant de devenir journaliste pigiste pour des magazines d'informatique. Il entre ensuite à la rédaction de Compatibles PC Magazine pour travailler dans la rubrique « Actualités ».